# 肖桑科萨
肖桑科萨（1905年9月1日—2009年1月22日）柬埔寨政治家。肖桑科萨是下高棉人，出生在法属交趾支那朱笃省知尊县（今属越南安江省）。他与周成和坤·维克是亲戚。1945年短暂担任金边市长、磅湛省省长职务。1947年至1949年任干丹省省长。1951年至1953年任柬埔寨驻泰国代办。1962年短暂担任过首相。1962年至1963年、1966年至1968年两次担任国民议会主席。1975年4月，红色高棉占领金边时，肖桑科萨出国访问其在下柬埔寨的家属，在此期间遭到越南共产当局的逮捕。越南共产当局指控他是美国中央情报局的间谍，将其囚禁了两年，后在法国的压力下，越南将其释放，随后与妻子一起移民法国。1991年《巴黎和平协定》签订后，诺罗敦·西哈努克提名他为柬埔寨最高委员会主席。自1992年起，他成为西哈努克的顾问。1993年，被授予“亲王”称号，担任宪法委员会主席。2007年退休。2009年去世。